# Герель
Герель — село в Тляратинском районе Дагестана. Входит в состав сельского поселения сельсовет Герельский.

## География
Расположено в 24 км к юго-востоку от районного центра — села Тлярата, на правом берегу реки Аварское Койсу (Джурмут) в месте впадения в неё реки Санельтляр.

## Население
| 1869 | 1888 | 1895 | 1926 | 1939 | 1970 | 1989 |
| ---- | ---- | ---- | ---- | ---- | ---- | ---- |
| 90   | ↗117 | ↘104 | ↗122 | ↘118 | ↗185 | ↗788 |
| 2002 | 2010 | 2021 |      |      |      |      |
| ↘534 | ↘395 | ↗401 |      |      |      |      |